# Инциденца
Инциденца или учесталост је статистички појам којим се у епидемиологији изражава број новозаражених или новооболелих особа на најчешће милион становника, у току неког временског периода. Углавном се овај податак односи на једну календарску годину, мада то не мора да буде случај. Изражава се у виду броја или процента. 
Инциденца је један од показатеља који се користе за процену здравља становништва.
|  | Овај текст је објашњење појма везаног за медицинске и сродне науке.Текст има за циљ опширније описивање појма, проширивање његовог значења и повезивање са сродним чланцима. |